# 东方高原鳅
东方高原鳅（学名：Triplophysa orientalis）为輻鰭魚綱鯉形目條鳅科高原鳅属的鱼类，俗名崆吉斯条鳅、巩乃斯条鳅、东方须鳅，是中国的特有物种。分布于西藏拉萨河、怒江上游、青海、甘肃和四川西部的长江、黄河干流及其附属水体、青海柴达木盆地和甘肃河西走廊的自流水体等，多栖息于江河湖泊缓流或静水水体，體長可達16.8公分。该物种的模式产地在柴灰木、黄河。
其种加词“orientalis”意为“东方的”。

## 扩展阅读
- 黄河土著鱼类列表